# Юджин Шумейкер
Юджин Шумейкер (англ. Eugene Merle Shoemaker; 28 квітня 1928, Лос-Анджелес, Каліфорнія, США — 18 липня 1997, Аліс-Спрінгс, Австралія) — американський вчений-геолог, планетолог. Засновник наукового напрямку — астрогеології. Один з першовідкривачів комети Шумейкерів-Леві 9, яка врізалася в Юпітер.

## Життєпис
Народився 28 квітня 1928 року в Лос-Анджелесі (США). У 19 років отримав диплом бакалавра Каліфорнійського технологічного інституту.
Спочатку працював у геологічній службі США, розвідував поклади урану в Колорадо та Юті.
В 1951 році  Шумейкер одружився з Керолін Спеллман.
Після відвідин Аризонського метеоритного кратера (1952 року) зацікавився походженням кратерів на Місяці. Виконав порівняльне дослідження невеликого кратера, що утворився внаслідок ядерного вибуху в Юті, з Аризонським кратером. 1954 року отримав диплом фахівця. Докторський ступінь отримав 1960 року за дослідження Аризонського кратера.
З 1961 року навчав геології астронавтів місячної програми. Мріяв сам побувати на Місяці, але 1963 року в нього виявили Аддісонову хворобу, що перешкодило йому стати астронавтом.
Після заснування у Флегстаффі центру астрогеології (1965) призначений туди головним дослідником. Був координатором селенологічних досліджень під час висадки на Місяці.
1969 року повернувся до Калтеху як професор геології й три роки керував підрозділом геологічних та планетарних досліджень.
1973 року разом з Елеонорою Хелін розробив план пошуку астероїдів, які перетинають орбіти планет та почав систематичне вивчення таких об'єктів.
Загинув 1997 року в автокатастрофі. 

## Вшанування
Лауреат премії Койпера (1984).
Нагороджений Медаллю Джеймса Крейга Вотсона (1998).
На його честь названо космічний апарат NEAR Shoemaker, астроблему в Австралії та астероїд 2074.

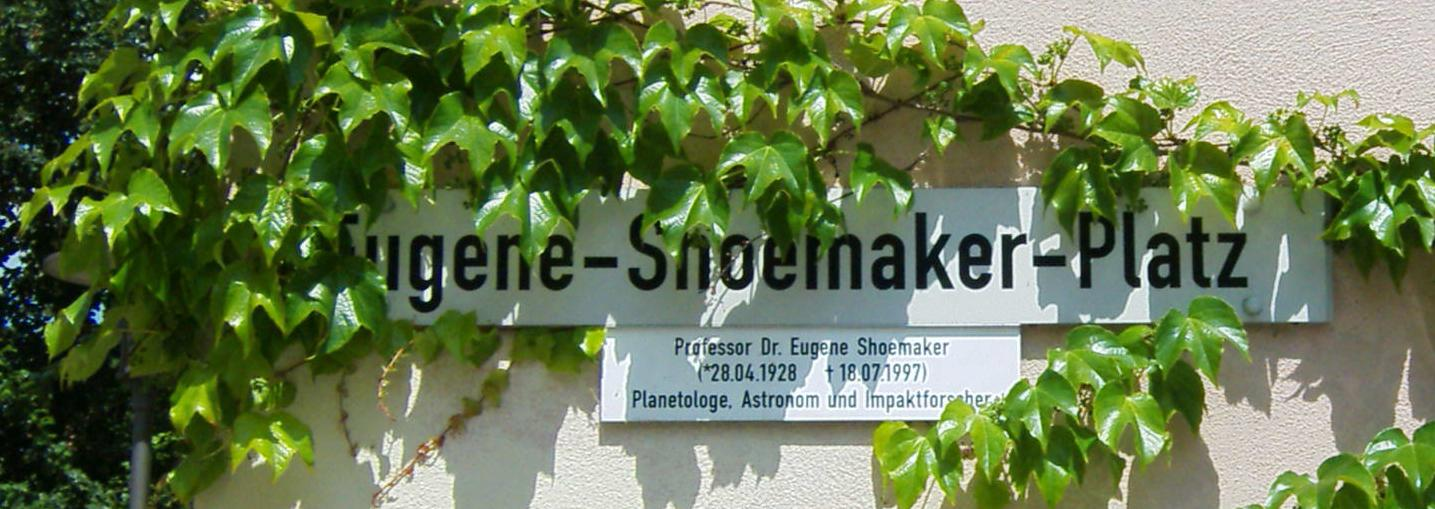
Нердлінген, площа Юджина Шумейкера

У місті Нердлінген (округ Швабія, земля Баварія) є площа Юджина Шумейкера (нім. Eugene Shoemaker-Platz), на якій 1990 року відкрито музей кратера Рис.

Юджин Шумейкер став першою людиною, чиї рештки було поховано на Місяці. В 1998 році прах Шумейкера відправили на борту апарата Lunar Prospector. Кратер на південному полюсі супутника, куди впав апарат, отримав назву «кратер Шумейкера».
Юджину Шумейкеру присвячена пісня Shoemaker з альбому Human. :||: Nature. гурту Nightwish.